# CNNfn
CNNfn ("fn" de financial news o "noticias financieras") era un canal de noticias de televisión por cable de Estados Unidos operado por la filial de CNN como parte de Time Warner (hoy Warner Bros. Discovery) el 29 de diciembre de 1995 y de AOL-Time Warner hasta el 15 de diciembre de 2004. La red se dedicaba a la cobertura de los mercados financieros y de noticias de negocios. La señal también estaba disponible en Australia y Canadá.
El canal cesó sus operaciones por baja audiencia. Además, parte de su programación era la de CNN Internacional.
La página web CNNfn.com sobrevive hoy como el sitio web de CNNMoney.com, una empresa conjunta con las revistas Fortune y Money de Time Inc.
A lo largo de su historia el canal se caracterizó por algunos adelantos tecnológicos como estudios digitales, el primer motor de cotización de bolsa en línea, utilizar medios de streaming con vídeo broadcast, automatizar las publicaciones, entre otros.